# The Way I Are
"The Way I Are" é o segundo single de Timbaland em seu segundo álbum de estúdio, Timbaland Presents Shock Value (2007). A canção tem participação da cantora R&B Keri Hilson e do rapper D.O.E., ambos contratados da gravadora de Timbaland, o selo Mosley Music Group. O single foi lançado digitalmente em maio de 2007. "The Way I Are" chegou a nº 1 no Reino Unido, acabando com reinado de 10 semanas na liderança de "Umbrella", de Rihanna. A canção pode ser ouvida no videogame NBA Live 08, da editora de jogos norte-americana EA Games. Em 2008 Foi Hit Mais Tocados Nas Radios Do Brasil.

## Faixas
CD Single do Reino Unido
1. "The Way I Are" (Versão longa)
2. "The Way I Are (Remix)" (Timbaland vs. Nephew)

CD Single da Alemanha
1. "The Way I Are" (Edição de Rádio)
2. "Laff At 'Em (Remix de Give It To Me)" (participação de Justin Timberlake e Jay-Z)
3. "The Way I Are (Remix)" (Timbaland vs. Nephew)
4. "The Way I Are" (Videoclipe)

## Remixes/Versões
- "The Way I Are" (Versão do Álbum) (participação de Keri Hilson & D.O.E.)
- "The Way I Are" (Edição de Rádio) (participação de Keri Hilson & D.O.E.)
- "The Way I Are (Remix)" (Timbaland vs. Nephew) (participação de Keri Hilson)
- "The Way I Are (Remix)" (participação de Keri Hilson & Jay Read)
- "The Way I Are (Remix)"  (participação de Keri Hilson & Francisco)
- "The Way I Are (Remix)"  (participação de Keri Hilson & Fatman Scoop)
- "The Way I Are" (Videoclipe) (participação de Keri Hilson, D.O.E. & Sebastian)

## Desempenho nas paradas
Na semana de 16 de junho de 2007, o single entrou na parada norte-americana Billboard Hot 100, na posição nº 78, chegando ao nº 3 por quatro semanas não-consecutivas. "The Way I Are" permaneceu 19 semanas no top 10. O tema também permaneceu três semanas consecutivas no topo da Billboard Pop 100, se tornando o segundo single número um de Timbaland nessa parada.
No Reino Unido, "The Way I Are" estreou na posição nº 18 na UK Singles Chart, e logo chegou à posição nº 1, permanecendo lá por duas semanas, passando um total de 23 semanas na parada. A canção também permaneceu por 5 semanas consecutivas no topo da parada Irish Singles Chart, graças ao sucesso no Reino Unido, e também chegou à posição nº 2 na Nova Zelândia, ficando por um total de 21 semanas na parada. Lá foi o terceiro single de maior sucesso de 2007. A canção também conseguiu ser top 5 na Áustria e na Alemanha, onde foi o segundo tema de Timbaland a entrar no top 5.
"The Way I Are" chegou ao nº1 no Canada Hot 100 Singles e na Eurochart Hot 100 Singles, além de também ter alcançado essa posição em países como Noruega e Israel.
A canção se tornou o maior hit de Timbaland na Austrália, onde alcançou o topo, e se tornou a primeira estreia em top 10 de Timbaland na Parada de Singles ARIA. O single fez tanto sucesso, que trouxe de volta à tona o interesse não só no álbum de Timbaland, Shock Value, mas também em seus singles anteriores "Give It to Me" e "Throw It on Me", com "Give It to Me" retornando ao top 50 e "Throw It on Me" entrando no top 50 pela primeira vez.

### Posições
| Top (2007)                              | Melhor posição |
| --------------------------------------- | -------------- |
| Alemanha - Top 100 Singles              | 6              |
| Áustria - Top 75 Singles                | 2              |
| Canadá - Hot 100 Singles                | 3              |
| EUA - Billboard Hot 100                 | 3              |
| EUA - Billboard Pop 100                 | 1              |
| Dinamarca - Top 20 Downloads            | 1              |
| Irlanda                                 | 1              |
| Lituânia                                | 1              |
| Noruega - Top 20 Singles                | 5              |
| Nova Zelândia - Parada de Singles RIANZ | 2              |
| Polônia                                 | 3              |
| Portugal - Top 50 Nacional              | 10             |
| Reino Unido - UK Singles Chart          | 1              |
| Reino Unido - Parada de Downloads       | 1              |
| Romênia - Parada Airplay                | 39             |
| Rússia - Parada Airplay                 | 78             |
| Suécia - Top 60 Singles                 | 1              |
| Suíça - Top 100 Singles                 | 9              |